# Open d'Allemagne (taekwondo)
Pour les articles homonymes, voir Open d'Allemagne.
L’Open d'Allemagne est une compétition de taekwondo organisée annuellement par l'Union Allemande de taekwondo.
Ce tournoi est un événement majeur dans le calendrier mondial du fait de son label « WTF-G2 ».

## Palmarès hommes
| WTF-G2 | WTF-G2                     | WTF-G2                     | WTF-G2              | WTF-G2                   | WTF-G2               | WTF-G2             | WTF-G2                    | WTF-G2                |
| Année  | -54 kg                     | -58 kg                     | -63 kg              | -68 kg                   | -74 kg               | -80 kg             | -87 kg                    | +87 kg                |
| ------ | -------------------------- | -------------------------- | ------------------- | ------------------------ | -------------------- | ------------------ | ------------------------- | --------------------- |
| 2020   | Mahamadou Amadou           | Mateusz Szczesnowski       | Joan Jorquera       | Christian McNeish        | Marko Golubić        | Moisés Hernández   | Daniel Ros                | Mikolaj Szaferski     |
| WTF-G1 |                            |                            |                     |                          |                      |                    |                           |                       |
| 2019   | Paulo Melo                 | Georgii Gurtsiev           | Ferhat Kavurat      | Sarmat Tcakoev           | Abdussamat Les       | Maksim Khramtsov   | Anas Sadek                | Abdoul Razak Issoufou |
| 2018   | Vito Dell'Aquila           | Serghei Uscov              | Arshak Kirakosyan   | Edival Pontes            | Julio Ferreira       | Richard Ordemann   | Tsung-yeh Yang            | Cem Ünlüsoy           |
| 2017   | Moustapha Kama             | Max Cater                  | William Jackson     | Peter Longobardi         | Maksim Khramtsov     | Anton Kotkov       | Yassine Trabelsi          | Rafail Aiukaev        |
| 2016   | César Rodríguez            | Kim Tae-hun                | Ouahid Briki        | Lee Dae-hoon             | Ismaël Coulibaly     | Cheick Cissé       | Carlos Rivas              | Abdou Issoufou Amadou |
| 2014   | Logan Gerick               | Jouybari Abolfazl Yaghoubi | Nuno Costa          | Mohammad Bagheri Motamed | Alireza Nasr Azadani | Farzad Abdollahi   | Yousef Karami             | Sajjad Mardani        |
| ETU-A  |                            |                            |                     |                          |                      |                    |                           |                       |
| 2013   | Vadim Dimitrov             | Ivan Muradashvili          | Jaouad Achab        | Martin Stamper           | Ruebyn Richards      | Ramin Azizov       | Jasur Baykuzigyev         | Mahama Cho            |
| WTF-G1 |                            |                            |                     |                          |                      |                    |                           |                       |
| 2012   | Sergej Kolb                | Ruslan Poiseev             | Nikita Kriveychenko | Vladimir Dalakliev       | Servet Tazegül       | Damon Sansum       | Jasur Baykuzigyev         | Yi Zheng              |
| 2011   | Meisam Bagheri Dehcheshmeh | Renat Tukhvatullin         | Dimitriy Frank      | Martin Stamper           | Uğur Aktaş           | Farzad Abdollahi   | Jon García                | Leonardo Basile       |
| 2010   | Sergej Kolb                | Joel González              | Stevens Barclais    | Siddhartha Bhat          | Christopher Iliesco  | Sébastien Michaud  | François Coulombe-Fortier | Roman Kuznetsov       |
| ETU-A  |                            |                            |                     |                          |                      |                    |                           |                       |
| 2009   | Julian Akich               | Levent Tuncat              | Hernán Villafañe    | Danny Miranda            | Maxime Potvin        | Sébastien Michaud  | Balázs Tóth               | Salvador Perez        |
| Année  | -54 kg                     | -58 kg                     | -62 kg              | -67 kg                   | -72 kg               | -78 kg             | -84 kg                    | +84 kg                |
| 2008   | Onur Çam                   | Ryan Carneli               | José Luis Méndez    | Christopher Dubois       | Hadi Saei            | Salman Khaghhasani | Anthony Graf              | Pascal Gentil         |
| 2007   | Juan Pablo Sanchez         | Mario Leal Colmenares      | Safwan Khalil       | Servet Tazegül           | Aaron Cook           | Craig Brown        | Ángel Matos               | Leonardo Basile       |

## Palmarès femmes
| WTF-G2 | WTF-G2               | WTF-G2              | WTF-G2                        | WTF-G2               | WTF-G2                | WTF-G2                    | WTF-G2                     | WTF-G2               |
| Année  | -46 kg               | -49 kg              | -53 kg                        | -57 kg               | -62 kg                | -67 kg                    | -73 kg                     | +73 kg               |
| ------ | -------------------- | ------------------- | ----------------------------- | -------------------- | --------------------- | ------------------------- | -------------------------- | -------------------- |
| 2020   | Sara Cortegosa       | Rukiye Yıldırım     | Zeliha Ağrıs                  | Kristina Beros       | Nadica Božanić        | Paige McPherson           | Astan Bathily              | Nafia Kuş            |
| WTF-G1 |                      |                     |                               |                      |                       |                           |                            |                      |
| 2019   | Tan Xueqin           | Guo Qing            | Wu Jingyu                     | Patrycja Adamkiewicz | Petra Štolbová        | Guo Yunfei                | Doris Pole                 | Aleksandra Kowalczuk |
| 2018   | Yvette Yong          | Dominika Hronová    | Madeline Folgmann             | Jolanta Tarvida      | Laura Roebben         | Chen Yann-Yeu             | Madelynn Gorman-Shore      | Lorena Brandl        |
| 2017   | Rukiye Yıldırım      | Ioanna Andreopoulos | Inese Tarvida                 | Patrycja Adamkiewicz | İrem Yaman            | Lauren Williams           | Nur Tatar                  | Bianca Walkden       |
| 2016   | Yvette Yong          | Kim So-hui          | Charlie Maddock               | Jade Jones           | Ruth Gbagbi           | Oh Hye-ri                 | Iva Radoš                  | Bianca Walkden       |
| 2014   | Iris Silva Tang Sing | Houssine Nour Ahmed | Radwa Abdelkader Elsayed Rada | Eva Calvo            | Antonija Zeravica     | Lua Piñeiro               | Jacqueline Galloway        | Gwladys Épangue      |
| ETU-A  |                      |                     |                               |                      |                       |                           |                            |                      |
| 2013   | Iryna Romoldanova    | Yulia Kustova       | Caroline Marton               | Jade Jones           | Ekaterina Mitrofanova | Anastasia Baryshnikova    | Reshmie Oogink             | Gwladys Épangue      |
| WTF-G1 |                      |                     |                               |                      |                       |                           |                            |                      |
| 2012   | Yulia Kustova        | Ekaterina Pulina    | Wu Jingyu                     | Wang Yun             | Zhang Hua             | Reshmie Oogink            | Anastasia Baryshnikova     | Zheng Shuyin         |
| 2011   | Rukiye Yıldırım      | Kristina Kim        | Maéva Coutant                 | Ana Zaninović        | Haby Niaré            | Petra Matijasevic         | Gwladys Épangue            | Nur Tatar            |
| 2010   | Yvette Yong          | Svetlana Igumenova  | Annie-Pier Turcotte           | Andrea Rica          | Karine Sergerie       | Helena Fromm              | Anastasia Baryshnikova     | Daria Peregoudova    |
| ETU-A  |                      |                     |                               |                      |                       |                           |                            |                      |
| 2009   | Marilyn Perez        | Laura Rojo          | Jannet Alegría                | Katarzyna Wieczorek  | Sirmagül Cukurlu      | María Espinoza            | Nuša Rajher                | Ivana Zagar          |
| Année  | -47 kg               | -51 kg              | -55 kg                        | -59 kg               | -63 kg                | -67 kg                    | -72 kg                     | +72 kg               |
| 2008   | Kadriye Selimoğlu    | Gladys Guacare      | Bat-El Gatterer               | Martina Zubčić       | Hamide Bıkçın Tosun   | Tina Morgan               | Sandra Šarić               | Karolina Kedzierska  |
| 2007   | Sümeyye Manz         | Ana Zaninović       | Martina Zubčić                | Veronica Calabrese   | Stéphanie Ollive      | Taimi Castellanos Estrada | María del Rosario Espinoza | Sarah Stevenson      |